# شیاهانگشو
شیاهانگشو (انگلیسی: Xiaohongshu)سکوی رسانه اجتماعی و تجارت الکترونیکی چینی است که با عنوان پاسخ چین به اینستاگرام توصیف می‌شود.